# Thoms Place
Thoms Place is een plaats (census-designated place) in de Amerikaanse staat Alaska, en valt bestuurlijk gezien onder Wrangell-Petersburg Census Area.

## Demografie
Bij de volkstelling in 2000 werd het aantal inwoners vastgesteld op 22.

## Geografie
Volgens het United States Census Bureau beslaat de plaats een oppervlakte van
27,6 km², geheel bestaande uit land.

## Plaatsen in de nabije omgeving
De onderstaande figuur toont nabijgelegen plaatsen in een straal van 64 km rond Thoms Place.